# La pioggia (Zecchino d'Oro)
La pioggia (あめ?, Ame) è un brano musicale del 1997 scritto da Yumiko Ashikawa, italianizzato da Sergio Menegale, composto da Yumiko Ashikawa e Minoru Kainuma nell'interpretazione dell'autrice Yumiko Ashikawa (8 anni, di Tokyo), in gara per il 40º Zecchino d'Oro.
Nel 1998, il brano è stato cantato dal Piccolo Coro dell'Antoniano nel corso della trasmissione La Banda dello Zecchino.
Il brano è incluso nel CD Tobirawo Akete (扉を開けて?), pubblicato il 19 settembre 1998 da Sony Records, in occasione del 65simo anno di attività del coro Otowa Yurikago Kai (di cui Yumiko fa parte).
Nel 2007, a 10 anni di distanza, il brano è omaggiato da Un fiore nel deserto, il cui testo contiene chiari riferimenti al testo di Sergio Menegale: 
Inoltre, l'interprete egiziana è di Il Cairo, città gemellata con Tokyo.

## Punteggio ottenuto
| Giornata | Data             | Punti        | Posizione in classifica |
| -------- | ---------------- | ------------ | ----------------------- |
| 1ª       | 13 novembre 1997 | non eseguito | non eseguito            |
| 2ª       | 14 novembre 1997 | 145          | 5ª su 6                 |
| 3ª       | 15 novembre 1997 | 97           | 3ª su 12                |
| 4ª       | 16 novembre 1997 | 133          | 6ª su 6                 |